# Glipa basiaurea
Glipa basiaurea là một loài bọ cánh cứng trong họ Mordellidae. Loài này được Takakuwa miêu tả khoa học năm 2000.